# 林荣兴
林荣兴，中国象棋棋手，活跃于20世纪30年代的上海。扬州人士，绰号“小扬州”，与“小湖北”雷海山、“小煞星”叶景华、“小杭州”董文渊合称“四小”。因他行棋快，攻杀猛，又有“小剃头”之称号。日本侵华期间，日军轰炸了上海，林荣兴无棋可弈，失去了收入来源，最终饿死于街头。